# 建设街道 (营口市)
建设街道，是中华人民共和国辽宁省营口市站前区下辖的一个乡镇级行政单位。

## 行政区划
建设街道下辖以下地区：
永进社区、小雨社区、东新社区、星光社区、莲花社区和民丰社区。